# Tótágas mágia
A Tótágas mágia (eredeti cím: Upside-Down Magic) 2020-as amerikai fantasy film, amelyet Joe Nussbaum rendezett, Sarah Mlynowski, Lauren Myracle és Emily Jenkins regénye alapján. A főbb szerepekben Izabela Rose, Siena Agudong, Kyle Howard, Elie Samouhi és Alison Fernandez látható.
Amerikában 2020. július 31-én mutatta be a Disney Channel. Magyarországon 2020. november 28-án mutatta be a Disney Channel.

## Cselekmény
Elinor "Nory" Boxwood-Horace és Reina Carvajal legjobb barátok. Elhatározzák, hogy beiratkoznak a Sage Akadémiára. Míg Reinát a Flare osztályba kerül, Nory az Ugyan, Dehogy Mágia programba kerül. Ebben a programban olyan hallgatók vannak, akik tökéletlen képességekkel rendelkeznek. Knightslinger igazgatónő az árnyékvarázs könnyű célpontjának tartja őket. De Nory és társai tökéletesíteni akarják a képességeiket.

## Szereplők
| Szereplő                     | Színész                 | Magyar hang       |
| ---------------------------- | ----------------------- | ----------------- |
| Elinor "Nory" Boxwood-Horace | Izabela Rose            | Vida Sára         |
| Reina Carvajal               | Siena Agudong           | Károlyi Lili      |
| Budd Skriff                  | Kyle Howard             | Szabó Máté        |
| Elliot Cohen                 | Elie Samouhi            | Sándor Barnabás   |
| Pepper Paloma                | Alison Fernandez        | Boldog Emese      |
| Andres Padillo               | Max Torina              | Kretz Boldizsár   |
| Linda Knightslinger          | Vicki Lewis             | Bertalan Ágnes    |
| Chandra                      | Yasmeen Fletcher        | Hermann Lilla     |
| Phillip                      | Callum Seagram Airlie   | Kelemen Noel      |
| Argon professzor             | Cynthia Kaye McWilliams | N/A               |
| Han professzor               | Elaine Kao              | Gőbölös Krisztina |
| Lewis professzor             | Amitai Marmorstein      | Sörös Miklós      |
| Leo                          | Ricardo Ortiz           | Tóth Márk         |
| Augustus                     | Jaime M. Callica        | Kisfalusi Lehel   |

### Magyar változat
- Magyar szöveg: Blahut Viktor
- Magyar dalszöveg: Nádasi Veronika
- Hangmérnök: Kránitz Lajos András
- Vágó: Kránitz Bence
- Gyártásvezető: Németh Piroska, Bogdán Anikó
- Zenei rendező: Posta Victor
- Szinkronrendező: Kránitz Lajos András
- Produkciós vezető: Máhr Rita

A szinkront az SDI Media Hungary készítette.

## Gyártás

### Előkészület
A Disney Channel 2015-ben választotta a könyvsorozatot. A gyártás 2019 augusztusában kezdődött es a szereplőket is ekkor jelentették be. Joe Nussbaum volt a rendezője és a vezető producere, Suzanne Farwell és Susan Cartsonis is vezető producer vol. Nick Pustay és Josh Cagan írta a forgatókönyvet.

### Forgatás
A forgatás a Vancouver-szigeten zajlott.  A Shawnigan Lake School-t használták a Sage Academy helyszínéül.